# Латеранські угоди

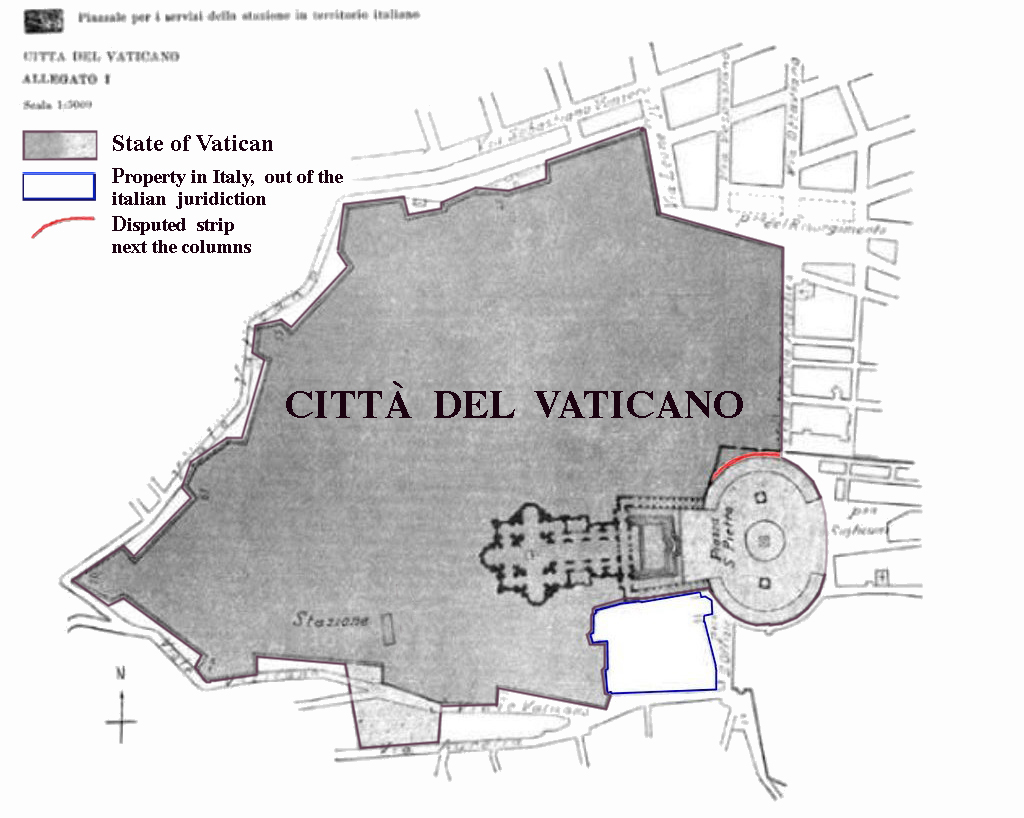
Карта держави Ватикан (Додаток до Латеранських угод) — темно-сіре забарвлення: ватиканська територія, світло-сіре: ватиканська територія (безпека делегована Італії) червоне:статус неясний

Латеранські угоди — (Латеранські договори) укладені 11 лютого 1929 року між Святим Престолом (в особі кардинала П'єтро Гаспаррі, державного секретаря) та королівством Італії (в особі прем'єр-міністра Беніто Муссоліні), що нарешті розв'язали так зване «Римське питання» — про статус Ватикану після розпаду Папської держави у 1870 році. По суті, Папа Римський визнає за Латеранськими договорами Рим як осідок італійського уряду. Італійський уряд гарантує при цьому, політичний і територіальний суверенітет Ватикану. Назва контрактів, походить від місця їх підписання — Латеранського палацу.

## Передісторія
Після окупації Рима італійським рухом за незалежність (Рісорджіменто), 20 вересня 1870 року вирішено розпустити Папську державу і створити італійську національну державу. Управління церкви орієнтовано було з цієї дати лише на Ватикан, де де-факто був також і суверенітет папи. Пропоновані обмеження суверенітету італійським королем Вітторіо Емануїлос II папа Пій IX відхилив у травні 1871 року. Із суто правової точки зору папа — і з ним вся Курія — до укладення договорів були звичайними підданими Королівства Італія, мали платити податки і в разі виникнення суперечки відповідати в італійському суді. Статус папського нунція за кордоном був неясним. Крім того, питання чи може Ватикан укладати договори (конкордати) з іншими країнами було неясне. Ці умови були для папи, як глави мільйонів католиків, неприйнятними. Римське питання майже шість десятиліть лишалося невирішене. Рішення було укладено тільки з фашистською державою. Муссоліні був зацікавлений у примиренні з Католицькою церквою, щоб надати легітимності фашизму нові державні і громадські форми. Франческо Пачеллі, брат покійного папи Пія XII, вів протягом трьох місяців переговорів з Муссоліні. Було знайдено в цілому близько 20 варіантів тексту та був розроблений остаточної форми договір. Мета була — точна міра папської території.

## Договори
Договір складається з трьох частин:
- 1. Договір примирення — передбачає створення незалежної держави Ватикан як суверенної держави. Крім того, давалися італійські урядові гарантії в цій частині договору про незалежність і суверенітет Святого Престолу як суб'єкта в міжнародному праві. Своєю чергою, Святий Престол відмовився від території колишньої Папської Держави і Рим визнано резиденцією італійського уряду.
- 2. Конкордат — регулює відносини між італійською державою з італійською церквою в релігійних і цивільних справах.
- 3. Фінансова конвенція — передбачає відшкодування італійської держави Святому Престолу втрати майна 1870 року. Серед іншого — Святійшому Престолу надано компенсацію в розмірі 1,75 млрд лір. Крім того, угода містить один додаток карт парафований обома сторонами, і визначає близько 44 акрів області Ватикану.

Після укладення договору в нього внесено ряд додатків. Серед них Додаток про додаткові території, що перебували під суверенітетом Святого Престолу (серед іншого, передавач радіо Ватикану в Санта Марія ді Галерія).
Угоди були переглянуті 1984 року та затверджений новий конкордат у зв'язку із змінами у законодавстві Італії: скасування католицтва як державної релігії Італії та зрівняння його із іншими релігіями, рівність усіх релігійних громад, самостійне фінансування церков через пожертви.

## Значення
Латеранські угоди зупинили конфлікт між Папою Римським і італійською державою й надали папській території визначеного державного статусу. Це дозволило Ватикану активно вийти на площину міждержавної політики.